# 福神漬

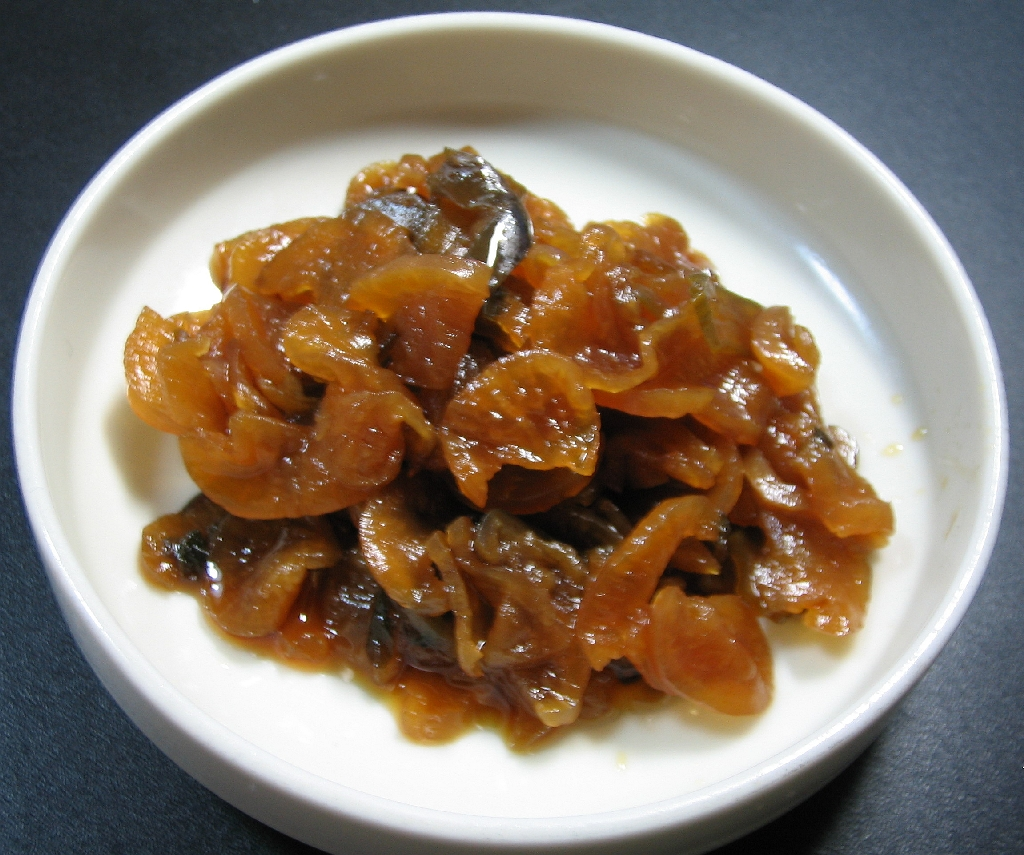
福神漬

福神漬（日语：／ Fukujinzuke */?）是日本的一種非發酵型漬物，以蘿蔔、茄子、紅刀豆、蓮藕、小黃瓜、紫蘇果實、香菇和白芝麻等7種蔬菜為原料，經醬油和砂糖和味醂混合而成的調味液浸泡製作而成。在日本，福神漬經常和咖哩飯一同食用。